# Kevin Dobson
Kevin Patrick Dobson (* 18. März 1943 in New York City, New York; † 6. September 2020 in French Camp, Kalifornien) war ein US-amerikanischer Schauspieler und Filmregisseur. Bekannt wurde er insbesondere durch seine Rollen als Bobby Crocker in der Krimiserie Kojak – Einsatz in Manhattan und Mack MacKenzie in der Seifenoper Unter der Sonne Kaliforniens.

## Leben
Dobson wurde 1943 im New Yorker Stadtbezirk Queens als eines von sieben Kindern eines Hausmeisters und einer Hausfrau geboren. Er wuchs in einer Sozialwohnungssiedlung von Jackson Heights auf. Nach seiner Schulzeit diente Dobson sieben Jahre in der US Army als Militärpolizist. Danach arbeitete er zunächst als Zugführer, Bremser und Fahrkartenkontrolleur der Long Island Rail Road und später als Kellner und Barkeeper. Nebenbei sprach er für kleinere Theaterrollen und Auftritte in Werbespots vor, bevor er sich – inspiriert von einer Rede des Schauspielers Tom Ewell – professionell der Schauspielerei zuwandte. Dobson nahm Schauspielunterricht bei Sandy Meisner. Ab Ende der 1960er Jahre war er in kleineren Rollen zu sehen. 1971 hatte er einen Kurzauftritt in Alan J. Pakulas Thriller Klute.
Nach weiteren kleinen Rollen in Fernsehproduktionen wurde er ab 1973 international als Detective Bobby Crocker, Assistent des von Telly Savalas dargestellten New Yorker Polizisten Kojak in der Fernsehserie Einsatz in Manhattan bekannt. Er verkörperte diese Rolle in fünf Staffeln bis 1978. Nach dem Ende der Serie war Dobson weiter überwiegend in Fernsehproduktionen zu sehen. Von 1982 bis zur Einstellung der Serie 1993 trat er in fast 300 Episoden des Dallas-Ablegers Unter der Sonne Kaliforniens in der Rolle des Mack MacKenzie auf. Bei neun Folgen der erfolgreichen Seifenoper zeichnete Dobson auch für die Regie verantwortlich. 1997 übernahm er die gleiche Rolle im Zweiteiler Knots Landing: Back to the Cul-De-Sac. Die Rolle des Mack MacKenzie brachte Dobson fünf Soap Opera Digest Awards ein.
Parallel zu seiner Fernsehkarriere trat er auch regelmäßig am Theater auf, so unter anderem 1999 am Royal George Theatre in Chicago in einer Inszenierung von Yasmina Rezas Drama Art oder ab 2007 in einer nationalen Tour des Stücks Twelve Angry Men als Geschworener Nummer 10. Dobson saß im Vorstand des North Hollywood’s Group Repertory Theatre, mit dem er regelmäßig auftrat und auch die Regie mehrerer Inszenierungen übernahm.
Kevin Dobson starb am 6. September 2020 im Alter von 77 Jahren an den Folgen einer Autoimmunerkrankung. Er hinterlässt seine Frau Susan, mit der er seit 1968 verheiratet war, und drei Kinder.

## Filmografie (Auswahl)
Schauspieler
- 1971: Klute
- 1973–1978: Kojak – Einsatz in Manhattan (Kojak, Fernsehserie, 117 Episoden)
- 1976: Schlacht um Midway (Midway)
- 1980: Liebe nach Feierabend (Hardhat and Legs)
- 1981: Jede Nacht zählt (All Night Long)
- 1981: Mörderische Geschäfte (Margin for Murder)
- 1981–1982: Shannon (Fernsehserie, neun Episoden)
- 1982–1993: Unter der Sonne Kaliforniens (Knots Landing, Fernsehserie, 291 Episoden)
- 1984: Eine Frau kann nicht vergessen (Sweet Revenge)
- 1989: Mörderische News (Money, Power, Murder.)
- 1991: Mörderische Freundschaft (Fatal Friendship)
- 1992: Der Fremdgeher – Eine Ehefrau rechnet ab (A House of Secrets and Lies)
- 1994: Ein Hauch von Himmel (Touched By An Angel, Fernsehserie, eine Episode)
- 1995: Tod im Schlafzimmer (If Someone Had Known)
- 1996: Tote schweigen nicht (Voice from the Grave)
- 1996–1997: F/X (F/X: The Series, Fernsehserie, 22 Episoden)
- 1997: Knots Landing: Back to the Cul-de-Sac (Fernsehzweiteiler)
- 1997: Allein gegen die Zukunft (Early Edition, Fernsehserie, eine Episode)
- 1998: Jung, blond und gefährlich (Nobody Lives Forever)
- 1998: Mom, Can I Keep Her?
- 1999: Der Todfeind (Restraining Order)
- 2002: Trügerisches Glück (She's No Angel)
- 2005: Crash Landing
- 2007: Zimmer 1408 (1408)
- 2007: Reich und schön (The Bold and the Beautiful, Fernsehserie, 13 Episoden)
- 2007: April Moon
- 2008: Zeit der Sehnsucht (Days of Our Lives, Fernsehserie, 15 Episoden)
- 2008: Cold Case – Kein Opfer ist je vergessen (Cold Case, Fernsehserie, eine Episode)
- 2011: The Representative
- 2012: CSI: Den Tätern auf der Spur (CSI: Crime Scene Investigation, Fernsehserie, eine Episode)
- 2012: Hawaii Five-O  Staffel 2 Episode 20
- 2013–2014: House of Lies (House of Lies, Fernsehserie, 5 Folgen)
- 2014: Anger Management (Fernsehserie, eine Episode)

Regisseur
- 1988–1993: Unter der Sonne Kaliforniens (Knots Landing, Fernsehserie, neun Episoden)